# 惠靈頓 (肯塔基州)
惠灵顿（英語：Wellington）是一個美國城市，位於肯塔基州杰斐逊郡。根據2010年的人口普查，當地人口為565人。

## 地理
惠灵顿位于38°13′0″N 85°40′12″W / 38.21667°N 85.67000°W (38.216770,-85.670038).
根据美国人口普查局，惠灵顿的总面积为0.24平方（0.09平方英里）。